# 法爾茅斯 (緬因州)
法爾茅斯（英語：Falmouth）是一個位於美國緬因州坎伯蘭縣的市鎮。

## 人口
根據2020年美國人口普查的數據，法爾茅斯的面積為94.12平方千米，當中陸地面積為76.09平方千米，而水域面積為18.03平方千米。當地共有人口12444人，而人口密度為每平方千米132人。